# H.Kempalinganahalli, Nelamangala
H.Kempalinganahalli là một làng thuộc tehsil Nelamangala, huyện Bangalore Rural, bang Karnataka, Ấn Độ.